# Transformée de Clarke

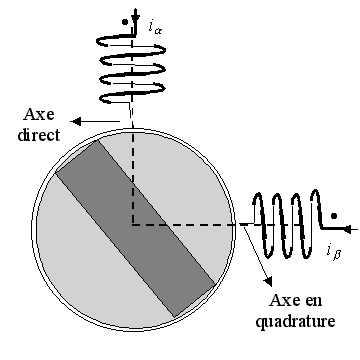
La transformée de Clarke modélise une machine tournante à trois enroulements alimentés par des courants triphasés par deux enroulements perpendiculaires fixes, alimentés par des courants sinusoïdaux

La transformée de Clarke, est un outil mathématique utilisé en électrotechnique, et en particulier pour la commande vectorielle, afin de modéliser un système triphasé grâce à un modèle diphasé. Il s'agit d'un changement de repère. Les deux premiers axes dans la nouvelle base sont traditionnellement nommés α, β. Les grandeurs transformées sont généralement des courants, des tensions ou des flux.
Dans le cas d'une machine synchrone, le repère de Clarke est fixé au stator.
La transformée de Concordia est très similaire à la transformée de Clarke, à la différence qu'elle est unitaire. Les puissances calculées après transformation sont donc les mêmes que dans le système initial, ce qui n'est pas le cas pour la transformée de Clarke.

## Transformée de Clarke

### Matrices de Clarke
Edith Clarke a proposé la transformation en 1951. Soit a, b et c le repère initial d'un système triphasé. α, β et o est le repère d'arrivée. La matrice de Clarke vaut :
{\displaystyle i_{\alpha \beta o}(t)=Pi_{abc}(t)={\frac {2}{3}}{\begin{bmatrix}1&-{\frac {1}{2}}&-{\frac {1}{2}}\\0&{\frac {\sqrt {3}}{2}}&-{\frac {\sqrt {3}}{2}}\\{\frac {1}{2}}&{\frac {1}{2}}&{\frac {1}{2}}\\\end{bmatrix}}{\begin{bmatrix}i_{a}(t)\\i_{b}(t)\\i_{c}(t)\end{bmatrix}}}
La matrice inverse est :
{\displaystyle i_{abc}(t)=P^{-1}i_{\alpha \beta o}(t)={\begin{bmatrix}1&0&1\\-{\frac {1}{2}}&{\frac {\sqrt {3}}{2}}&1\\-{\frac {1}{2}}&-{\frac {\sqrt {3}}{2}}&1\end{bmatrix}}{\begin{bmatrix}i_{\alpha }(t)\\i_{\beta }(t)\\i_{o}(t)\end{bmatrix}}}
L’axe {\displaystyle 0_{\beta }} est indirect par rapport à l’axe {\displaystyle 0_{\alpha }} .

### Intérêt
Considérons un système de trois courants triphasés équilibrés:
{\displaystyle {\begin{aligned}i_{a}(t)=&{\sqrt {2}}I\cos(\theta (t)),\\i_{b}(t)=&{\sqrt {2}}I\cos \left(\theta (t)-{\frac {2}{3}}\pi \right),\\i_{c}(t)=&{\sqrt {2}}I\cos \left(\theta (t)+{\frac {2}{3}}\pi \right).\end{aligned}}}
Où {\displaystyle I} est la valeur effective du courant et {\displaystyle \theta (t)} l'angle. On pourrait tout aussi bien remplacer {\displaystyle \theta (t)} par {\displaystyle \omega t} sans perte de généralité. En appliquant la transformation de Clarke, on obtient :
{\displaystyle {\begin{aligned}i_{\alpha }=&{\sqrt {2}}I\cos \theta (t),\\i_{\beta }=&{\sqrt {2}}I\sin \theta (t),\\i_{o}=&0.\end{aligned}}}
{\displaystyle i_{o}} est nul dans le cas d'un système triphasé équilibré. Les problèmes de dimension trois se réduisent donc à des problèmes de dimension deux. L'amplitude des courants {\displaystyle i_{\alpha }} et {\displaystyle i_{\beta }} est la même que celles des courants {\displaystyle i_{a}}, {\displaystyle i_{b}} et {\displaystyle i_{c}}.

### Forme simplifiée
{\displaystyle i_{o}} étant nul dans le cas d'un système triphasé équilibré, une forme simplifiée de la transformée dans ce cas est :
{\displaystyle i_{\alpha \beta }(t)={\frac {2}{3}}{\begin{bmatrix}1&-{\frac {1}{2}}&-{\frac {1}{2}}\\0&{\frac {\sqrt {3}}{2}}&-{\frac {\sqrt {3}}{2}}\end{bmatrix}}{\begin{bmatrix}i_{a}(t)\\i_{b}(t)\\i_{c}(t)\end{bmatrix}}}
La matrice inverse vaut alors :
{\displaystyle i_{abc}(t)={\frac {3}{2}}{\begin{bmatrix}{\frac {2}{3}}&0\\-{\frac {1}{3}}&{\frac {\sqrt {3}}{3}}\\-{\frac {1}{3}}&-{\frac {\sqrt {3}}{3}}\end{bmatrix}}{\begin{bmatrix}i_{\alpha }(t)\\i_{\beta }(t)\end{bmatrix}}}

## Électrotechnique
Une composante homopolaire {\displaystyle x_{0}} est rajoutée afin de prendre en compte un système déséquilibré. La composante homopolaire est la somme des trois grandeurs divisée par trois dans la théorie des composants symétriques {\displaystyle x_{0}={\frac {1}{3}}(x_{a}+x_{b}+x_{c})}.
{\displaystyle {\begin{bmatrix}x_{a}\\x_{b}\\x_{c}\end{bmatrix}}={\begin{bmatrix}1&0&1\\-{\frac {1}{2}}&{\frac {\sqrt {3}}{2}}&1\\-{\frac {1}{2}}&-{\frac {\sqrt {3}}{2}}&1\end{bmatrix}}{\begin{bmatrix}x_{\alpha }\\x_{\beta }\\x_{0}\end{bmatrix}}}
Associée à la transformée de Park, permettant de représenter le système triphasé dans un repère tournant, la transformation Park-Clark devient :
{\displaystyle {\begin{bmatrix}x_{d}\\x_{q}\end{bmatrix}}={\frac {2}{3}}{\begin{bmatrix}cos(\theta )&cos(\theta -{\frac {2.\pi }{3}})&cos(\theta -{\frac {4.\pi }{3}})\\-sin(\theta )&-sin(\theta -{\frac {2.\pi }{3}})&-sin(\theta -{\frac {4.\pi }{3}})\end{bmatrix}}{\begin{bmatrix}x_{a}\\x_{b}\\x_{c}\end{bmatrix}}}
Noter que la transformée de Park-Clark assure la conservation des amplitudes des grandeurs, mais pas des puissances électriques, à la différence de la transformée de Park-Concordia.
Noter également que l'amplitude d'un vecteur dans le repère de Park ne dépend pas de l'angle {\displaystyle \theta }, et peut être obtenu par la formule suivante :
{\displaystyle {\begin{vmatrix}x_{d}\\x_{q}\end{vmatrix}}=x_{a}^{2}+x_{b}^{2}+x_{c}^{2}-x_{a}.x_{b}-x_{a}.x_{c}-x_{b}.x_{c}}

## Interprétation géométrique
Géométriquement la transformation de Clarke est une combinaison de rotations. En partant d'un espace en trois dimensions ayant pour axes orthogonaux a, b, et c.
Une rotation d'axe a d'angle -45° est effectuée. La matrice de rotation est :
{\displaystyle {\begin{bmatrix}1&0&0\\0&\cos(-\pi /4)&\sin(-\pi /4)\\0&-\sin(-\pi /4)&\cos(-\pi /4)\end{bmatrix}}}
Soit
{\displaystyle {\begin{bmatrix}1&0&0\\0&{\frac {1}{\sqrt {2}}}&{\frac {-1}{\sqrt {2}}}\\0&{\frac {1}{\sqrt {2}}}&{\frac {1}{\sqrt {2}}}\end{bmatrix}}}
On obtient donc le nouveau repère suivant :
Une rotation d'axe b' et d'angle environ 35.26° ({\displaystyle \phi =\cos ^{-1}{\sqrt {\frac {2}{3}}}}) est ensuite effectué :
{\displaystyle {\begin{bmatrix}\cos(\phi )&0&-\sin(\phi )\\0&1&0\\\sin(\phi )&0&\cos(\phi )\end{bmatrix}}}
Soit
{\displaystyle {\begin{bmatrix}{\frac {\sqrt {2}}{\sqrt {3}}}&0&{\frac {-1}{\sqrt {3}}}\\0&1&0\\{\frac {1}{\sqrt {3}}}&0&{\frac {\sqrt {2}}{\sqrt {3}}}\end{bmatrix}}}
La composition de ces deux rotations a pour matrice :
{\displaystyle {\sqrt {\frac {2}{3}}}{\begin{bmatrix}1&{\frac {-1}{2}}&{\frac {-1}{2}}\\0&{\frac {\sqrt {3}}{2}}&-{\frac {\sqrt {3}}{2}}\\{\frac {1}{\sqrt {2}}}&{\frac {1}{\sqrt {2}}}&{\frac {1}{\sqrt {2}}}\end{bmatrix}}={\begin{bmatrix}{\frac {\sqrt {2}}{\sqrt {3}}}&0&{\frac {-1}{\sqrt {3}}}\\0&1&0\\{\frac {1}{\sqrt {3}}}&0&{\frac {\sqrt {2}}{\sqrt {3}}}\end{bmatrix}}\cdot {\begin{bmatrix}1&0&0\\0&{\frac {1}{\sqrt {2}}}&{\frac {-1}{\sqrt {2}}}\\0&{\frac {1}{\sqrt {2}}}&{\frac {1}{\sqrt {2}}}\end{bmatrix}}}
Cette matrice est appelée matrice de Clarke.

Les axes sont renommés α, β et z. L'axe z est à 'égales distances' des trois axes initiaux a, b, et c (il passe par le centre du triangle (a,b,c)). Si le système initial est équilibré, la composante en z est donc nulle, et le système est simplifié.

## Transformée de Concordia
A la différence de la transformée de Clarke qui n'est pas unitaire, la transformée de Concordia conserve la puissance. Les puissances actives et réactives calculées dans le nouveau système ont donc les mêmes valeurs que dans le système initial. La matrice de Concordia vaut :
{\displaystyle i_{\alpha \beta o}(t)=Pi_{abc}(t)={\sqrt {\frac {2}{3}}}{\begin{bmatrix}1&-{\frac {1}{2}}&-{\frac {1}{2}}\\0&{\frac {\sqrt {3}}{2}}&-{\frac {\sqrt {3}}{2}}\\{\frac {1}{\sqrt {2}}}&{\frac {1}{\sqrt {2}}}&{\frac {1}{\sqrt {2}}}\\\end{bmatrix}}{\begin{bmatrix}i_{a}(t)\\i_{b}(t)\\i_{c}(t)\end{bmatrix}}}
La matrice inverse de Concordia est égale à la transposée de la matrice Concordia :
{\displaystyle i_{abc}(t)=P^{-1}i_{\alpha \beta o}(t)={\sqrt {\frac {2}{3}}}{\begin{bmatrix}1&0&{\frac {\sqrt {2}}{2}}\\-{\frac {1}{2}}&{\frac {\sqrt {3}}{2}}&{\frac {\sqrt {2}}{2}}\\-{\frac {1}{2}}&-{\frac {\sqrt {3}}{2}}&{\frac {\sqrt {2}}{2}}\\\end{bmatrix}}{\begin{bmatrix}i_{\alpha }(t)\\i_{\beta }(t)\\i_{o}(t)\end{bmatrix}}}
Si les puissances sont conservées, les amplitudes des grandeurs initiales ne le sont pas. Dans le détail :
{\displaystyle {\begin{aligned}i_{\alpha }=&{\sqrt {3}}I\cos \theta (t),\\i_{\beta }=&{\sqrt {3}}I\sin \theta (t),\\i_{o}=&0.\end{aligned}}}

## Transformation de Park

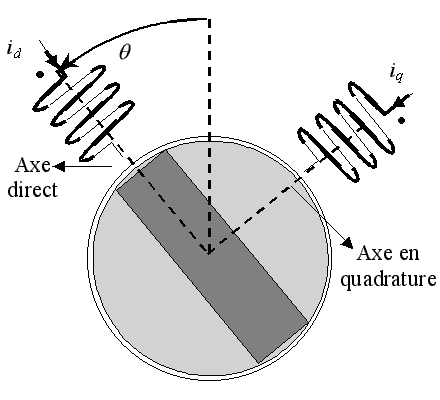
La transformée de Park modélise une machine tournante à trois enroulements alimentés par des courants triphasés par deux enroulements perpendiculaires tournant avec le rotor, alimentés par des courants continus

La transformée de Park reprend les principes de la transformée de Clarke, mais la pousse plus loin. Après la transformée de Clarke d'un système triphasé équilibré, on obtient le système suivant :
{\displaystyle {\begin{aligned}i_{\alpha }=&{\sqrt {2}}I\cos \theta (t),\\i_{\beta }=&{\sqrt {2}}I\sin \theta (t),\\i_{o}=&0.\end{aligned}}}
La transformée de Park vise à supprimer le caractère oscillatoire de {\displaystyle i_{\alpha }} et {\displaystyle i_{\beta }} en effectuant une rotation supplémentaire d'angle {\displaystyle \theta } par rapport à l'axe o.
L'idée est de faire tourner le repère à la vitesse du rotor de la machine tournante. Le repère de Clarke est fixé au stator, tandis que celui de Park est fixé au rotor. Cela permet de simplifier certaines équations électromagnétiques.